# NBA Development League 2007-2008
La stagione della NBA Development League 2007-2008 fu la settima edizione della NBA D-League. La stagione si concluse con la vittoria degli Idaho Stampede, che sconfissero gli Austin Toros 2-1 nella serie finale.

## Squadre partecipanti
Rispetto alla stagione precedente le franchigie furono divise in tre division: dalla Eastern Division si formarono la Central Division e la Southwest Division, che si affiancarono alla già esistente Western Division.
Fecero il loro ingresso nella Lega quattro franchigie create ex novo: i Fort Wayne Mad Ants, gli Iowa Energy, i Rio Grande Valley Vipers, gli Utah Flash. Cessarono invece di esistere gli Arkansas RimRockers e i Fort Worth Flyers.
- Albuquerque T'birds
- Anaheim Arsenal
- Austin Toros
- Bakersfield Jam
- Colorado 14ers
- Dakota Wizards
- F.W. Mad Ants

- Idaho Stampede
- Iowa Energy
- L.A. D-Fenders
- R.G.V. Vipers
- S. Falls Skyforce
- Tulsa 66ers
- Utah Flash

## Classificaregular season

### Central Division
| Squadra              | V  | P  | PCT  | GB |
| -------------------- | -- | -- | ---- | -- |
| Dakota Wizards       | 29 | 21 | 58,0 | -- |
| Sioux Falls Skyforce | 28 | 22 | 56,0 | 1  |
| Iowa Energy          | 22 | 28 | 44,0 | 7  |
| Fort Wayne Mad Ants  | 17 | 33 | 34,0 | 12 |

### Southwest Division
| Squadra                  | V  | P  | PCT  | GB |
| ------------------------ | -- | -- | ---- | -- |
| Austin Toros             | 30 | 20 | 60,0 | -- |
| Colorado 14ers           | 29 | 21 | 58,0 | 1  |
| Tulsa 66ers              | 26 | 24 | 52,0 | 4  |
| Albuquerque Thunderbirds | 22 | 28 | 44,0 | 8  |
| Rio Grande Valley Vipers | 21 | 29 | 42,0 | 9  |

### Western Division
| Squadra               | V  | P  | PCT  | GB |
| --------------------- | -- | -- | ---- | -- |
| Idaho Stampede        | 36 | 14 | 72,0 | -- |
| Los Angeles D-Fenders | 32 | 18 | 64,0 | 4  |
| Utah Flash            | 24 | 26 | 48,0 | 12 |
| Anaheim Arsenal       | 23 | 27 | 46,0 | 13 |
| Bakersfield Jam       | 11 | 39 | 22,0 | 25 |

## Play-off

### Tabellone
|  | Primo turno | Primo turno | Primo turno |             |        | Semifinali | Semifinali | Semifinali |  |  | Finale NBA D-League (al meglio di 3 partite) | Finale NBA D-League (al meglio di 3 partite) | Finale NBA D-League (al meglio di 3 partite) |  |
|  |             |             |             |             |        |            |            |            |  |  |                                              |                                              |                                              |  |
|  |             |             |             |             |        | S1         | Austin     | 99         |  |  |                                              |                                              |                                              |  |
|  |             |             |             |             |        | S1         | Austin     | 99         |  |  |                                              |                                              |                                              |  |
|  |             |             | C2          | Sioux Falls | 93     |            |            |            |  |  |                                              |                                              |                                              |  |
|  | C2          | Sioux Falls | C2          | Sioux Falls | 93     | 101        |            |            |  |  |                                              |                                              |                                              |  |
|  | C2          | Sioux Falls |             |             |        |            |            |            |  |  |                                              |                                              |                                              |  |
|  | C1          | Dakota      | 89          |             |        |            |            |            |  |  |                                              |                                              |                                              |  |
|  | C1          | Dakota      | 89          |             | Austin | Austin     | 1          |            |  |  |                                              |                                              |                                              |  |
|  |             |             |             |             |        |            |            |            |  |  |                                              |                                              |                                              |  |
|  |             |             | Idaho       | Idaho       | 2      |            |            |            |  |  |                                              |                                              |                                              |  |
|  |             |             |             | Idaho       | 2      |            |            |            |  |  |                                              |                                              |                                              |  |
|  |             |             |             |             |        |            |            |            |  |  |                                              |                                              |                                              |  |
|  |             |             |             |             |        |            |            |            |  |  |                                              |                                              |                                              |  |
|  |             | W1          | Idaho       | 97          |        |            |            |            |  |  |                                              |                                              |                                              |  |
|  |             |             |             | 97          |        |            |            |            |  |  |                                              |                                              |                                              |  |
|  |             |             | W2          | Los Angeles | 90     |            |            |            |  |  |                                              |                                              |                                              |  |
|  | W2          | Los Angeles | W2          | Los Angeles | 90     | 102        |            |            |  |  |                                              |                                              |                                              |  |
|  | W2          | Los Angeles |             |             |        |            |            |            |  |  |                                              |                                              |                                              |  |
|  | S2          | Colorado    | 95          |             |        |            |            |            |  |  |                                              |                                              |                                              |  |

### NBA D-League Finals
Gara 1
| 21 aprile 2008 | Austin Toros | 95 – 89 | Idaho Stampede |  |

Gara 2
| 24 aprile 2008 | Idaho Stampede | 90 – 89 | Austin Toros |  |

Gara 3
| 25 aprile 2008 | Idaho Stampede | 108 – 101 | Austin Toros |  |

| Campione NBA Development League 2007-2008 |
| ----------------------------------------- |
| Idaho Stampede 1º titolo                  |

## Statistiche
| Categoria             | Giocatore        | Squadra                  | Stat |
| --------------------- | ---------------- | ------------------------ | ---- |
| Punti per gara        | Alando Tucker    | Albuquerque Thunderbirds | 27,7 |
| Rimbalzi per gara     | Rod Benson       | Dakota Wizards           | 12,1 |
| Assist per gara       | Randy Livingston | Idaho Stampede           | 10,5 |
| Palle rubate per gara | Brian Hamilton   | Utah Flash               | 2,3  |
| Stoppate per gara     | Cheikh Samb      | Fort Wayne Mad Ants      | 3,8  |
| FG%                   | Jelani McCoy     | Los Angeles D-Fenders    | 68,8 |
| FT%                   | Blake Ahearn     | Dakota Wizards           | 96,0 |
| 3FG%                  | David Noel       | Tulsa 66ers              | 48,9 |

## Premi NBA D-League
- Most Valuable Player: Kasib Powell, Sioux Falls Skyforce
- Coach of the Year: Bryan Gates, Idaho Stampede
- Rookie of the Year: Blake Ahearn, Dakota Wizards
- Defensive Player of the Year:  Saer Sene, Idaho Stampede e  Stéphane Lasme, Los Angeles D-Fenders
- Impact Player of the Year: Morris Almond, Utah Flash
- Sportsmanship Award: Billy Thomas, Colorado 14ers
- All-NBDL First Team
  - Sean Banks, Los Angeles D-Fenders
  - Eddie Gill, Colorado 14ers
  - Randy Livingston, Idaho Stampede
  -  Ian Mahinmi, Austin Toros
  - Kasib Powell, Sioux Falls Skyforce
- All-NBDL Second Team
  - Blake Ahearn, Dakota Wizards
  - Lance Allred, Idaho Stampede
  - Andre Barrett, Bakersfield/Austin
  - Rod Benson, Dakota Wizards
  - Kaniel Dickens, Colorado 14ers
- All-NBDL Third Team
  - Morris Almond, Utah Flash
  - Jelani McCoy, Los Angeles D-Fenders
  - Carlos Powell, Dakota Wizards
  - Billy Thomas, Colorado 14ers
  - Marcus Williams, Austin Toros